# 克里斯蒂安·达纳拉赫
克里斯蒂安·达纳拉赫（Cristian Dănălache，1982年7月15日—），是一名罗马尼亚职业足球运动员。

## 职业生涯
达纳拉赫于2003年在罗马尼亚足球丙级联赛球队欧特佩尼开始职业足球生涯，2004年随队升级到罗马尼亚足球乙级联赛。2006年转会加盟罗马尼亚足球甲级联赛球队UTA亚拉德，之后又在乌尔济切尼效力两个半赛季，并在乌尔济切尼的第二个赛季跟随球队获得联赛冠军。2010年，他又短暂效力于沙特阿拉伯球队阿尔伊蒂法克和以色列球队沙克尼。
2011赛季前，达纳拉赫前往在土耳其集训的中国足球超级联赛球队江苏舜天试训，并受到认可。2011年3月21日，江苏舜天宣布和达纳拉赫正式签约。他在4月3日的2011赛季中超联赛第一轮首次代表球队出场，但江苏舜天主场0比2不敌北京国安。之后每轮联赛他都得到出场机会，但没有取得进球，一度被球迷和媒体当做水货。5月份，德拉甘·奥库卡代替扬·科奇安成为球队的新任主教练，达纳拉赫的状态开始回升。5月29日，达纳拉赫在江苏舜天主场1比0击败陕西浐灞的比赛中打进致胜球，这也是他为江苏舜天打进的首个进球。2011年赛季中期，塞尔维亚外援亚历山大·耶夫蒂奇加盟江苏舜天队与其搭档锋线组合，达纳拉赫的进球迅速增加，全赛季射入13球，在联赛射手榜上位列第三名，并帮助球队创纪录地获得联赛第4名的俱乐部最好成绩。
在2012年9月30日江苏舜天迎战大连阿尔滨的赛事中，达纳拉赫打进赛季第22及23球，打破由耶利奇保持的单一赛季中超外援最多进球(21球)纪录並最终以23球成为2012年中超联赛神射手。在11月8日举办的2012年度中超颁奖典礼上，他又击败达里奥·孔卡，获得最佳球员的称号。
2013赛季，达纳拉赫受伤病困扰缺席了半个赛季，复出后状态不佳。
2014年，达纳拉赫加盟志在冲超的降级球队青岛中能。

## 荣誉
- 罗马尼亚足球丙级联赛：2003/04
- 罗马尼亚足球甲级联赛：2008/09
- 中国足球超级联赛最佳球员、最佳射手、最佳阵容：2012